# アルブレヒト・フォン・エスターライヒ＝テシェン
アルブレヒト・フリードリヒ・ルードルフ・フォン・エスターライヒ＝テシェン（Albrecht Friedrich Rudolf von Österreich-Teschen, 1817年8月3日 - 1895年2月18日）は、オーストリアの皇族。テシェン（チェシン）公。オーストリアおよびドイツ帝国の陸軍元帥位を授けられていた。

## 生涯
ウィーンでオーストリア皇帝フランツ1世の弟カール大公と妻ヘンリエッテ・アレクサンドリーネの長男として生まれる。父と同様に軍人として活躍した。
1844年にバイエルン王ルートヴィヒ1世の王女ヒルデガルドと結婚し、1男2女をもうけた。
- マリア・テレジア（1845年 - 1927年） - ヴュルテンベルク公フィリップと結婚
- カール・アルブレヒト（1847年 - 1848年）
- マティルデ（1849年 - 1867年）

1847年、父の死に伴いテシェン（チェシン）公位を継いだ。
唯一の男子が夭逝していたため、アルブレヒトの死後は弟カール・フェルディナントの息子フリードリヒがテシェン公位を継いだ。